# Кабарговые

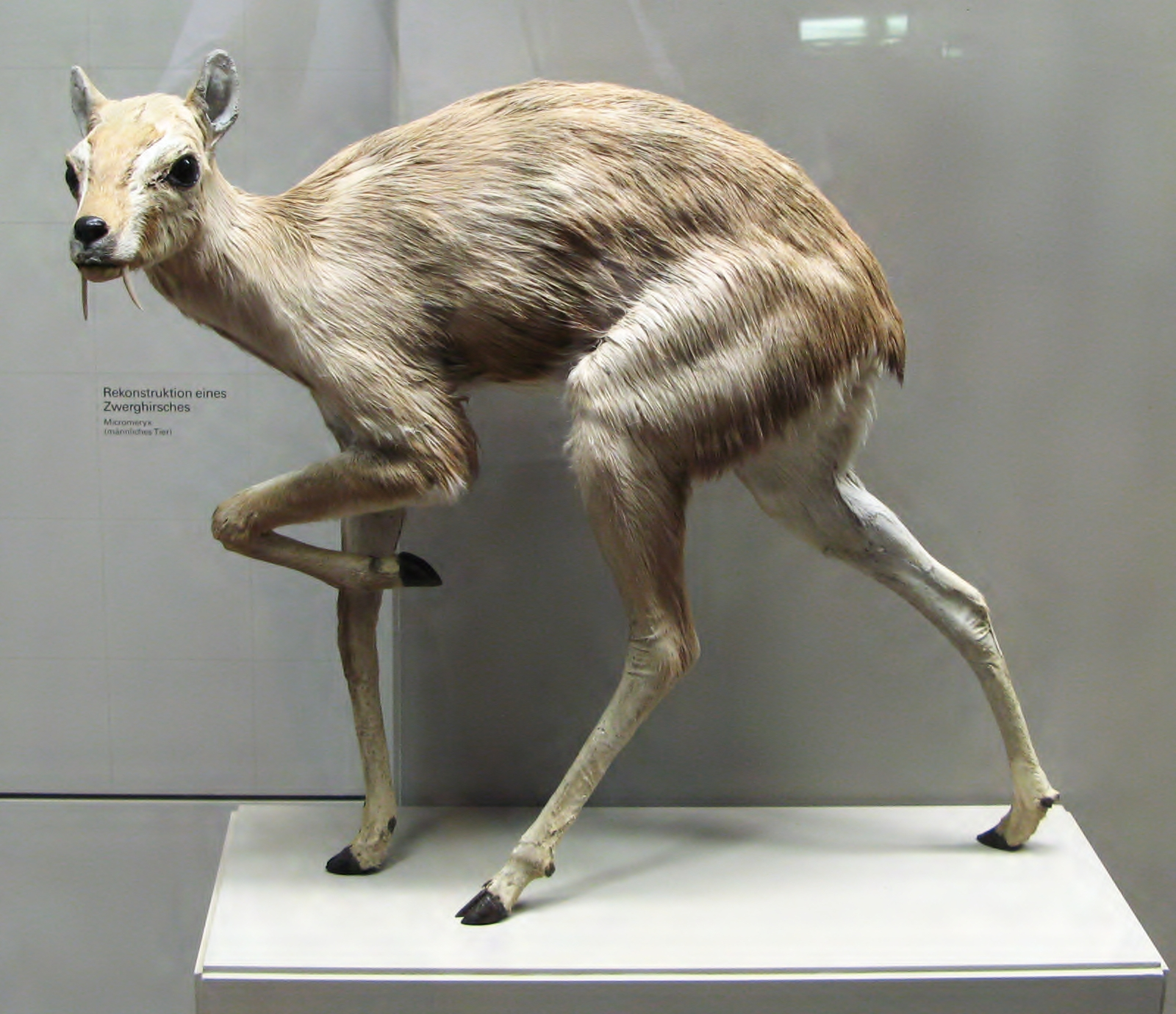
Реконструкция микромерикса († Micromeryx)

Кабарго́вые, или кабаро́жьи (лат. Moschidae), — семейство парнокопытных млекопитающих, в которое входит один современный род и значительное число вымерших. Из других семейств парнокопытных наиболее близкими к кабарговым являются оленьковые, что устанавливается по строению черепа и по другими анатомическими особенностями.

## Классификация
В семейство включают следующие роды:
- роды incertae sedis
  - † род Bedenomeryx Jehenne, 1988 — беденомерикс[источник не указан 1374 дня]
  - † род Dremotherium Geoffroy, 1833 — дремотерий[источник не указан 1374 дня]
  - † род Friburgomeryx Becker et al., 2001 — фрибургомерикс[источник не указан 1374 дня]
  - † род Hydropotopsis Jehenne, 1991 — гидропотопсис[источник не указан 1374 дня]
  - † род Hispanomeryx Morales et al., 1981 — испаномерикс[источник не указан 1374 дня]
  - † род Iberomeryx Gabunia, 1964 — иберомерикс[источник не указан 1374 дня]
  - † род Oriomeryx Ginsburg, 1985 — ориомерикс[источник не указан 1374 дня]
  - † род Pomelomeryx Ginsburg, Morales, 1989 — помеломерикс[источник не указан 1374 дня]
- подсемейство Moschinae
  - † род Micromeryx Lartet, 1851 — микромерикс[источник не указан 1374 дня]
  - род Moschus Linnaeus, 1758 — кабарги
- † подсемейство Blastomerycinae Frick, 1937
  - † род Blastomeryx Cope, 1877 — бластомерикс[источник не указан 1374 дня]
  - † род Longirostromeryx Frick, 1937 — лонгиростромерикс[источник не указан 1374 дня]
  - † род Machaeromeryx Matthew, 1926 — махэромерикс[источник не указан 1374 дня]
  - † род Parablastomeryx Frick, 1937 — парабластомерикс[источник не указан 1374 дня]
  - † род Problastomeryx Webb, 1998 — пробластомерикс[источник не указан 1374 дня]
  - † род Pseudoblastomeryx Tedford et al., 1987 — псевдобластомерикс[источник не указан 1374 дня]